# Liste der Biografien/Peter, L
Liste der Biografien |
Portal Biografien |
L Personensuche
# |
A |
B |
C |
D |
E |
F |
G |
H |
I |
J |
K |
L |
M |
N |
O |
P |
Q |
R |
S |
T |
U |
V |
W |
X |
Y |
Z |
?
 
Pa |
Pc |
Pe |
Pf |
Ph |
Pi |
Pj |
Pk |
Pl |
Pm |
Pn |
Po |
Pr |
Ps |
Pt |
Pu |
Pv |
Pw |
Py
 
Pea |
Peb |
Pec |
Ped |
Pee |
Pef |
Peg |
Peh |
Pei |
Pej |
Pek |
Pel |
Pem |
Pen |
Peo |
Pep |
Peq |
Per |
Pes |
Pet |
Peu |
Pev |
Pew |
Pex |
Pey |
Pez
 
Peta |
Petc |
Pete |
Peth |
Peti |
Petj |
Petk |
Petl |
Petm |
Peto |
Petr |
Pets |
Pett |
Petu |
Petw |
Pety |
Petz
 
Petea |
Petec |
Petei |
Petek |
Petel |
Peten |
Peter |
Petes
 
Peter, A |
Peter, B |
Peter, C |
Peter, D |
Peter, E |
Peter, F |
Peter, G |
Peter, H |
Peter, I |
Peter, J |
Peter, K |
Peter, L |
Peter, M |
Peter, N |
Peter, O |
Peter, P |
Peter, R |
Peter, S |
Peter, T |
Peter, U |
Peter, V |
Peter, W |
Peter, Y |
Peter, Z |
Petera |
Peterb |
Peterd |
Petere |
Peterf |
Peterh |
Peteri |
Peterk |
Peterl |
Peterm |
Petern |
Peters |
Petery |
Peterz
Die Liste der Biografien führt alle Personen auf, die in der deutschsprachigen Wikipedia einen Artikel haben. Dieses ist eine Teilliste mit 8 Einträgen von Personen, deren Namen mit den Buchstaben „Peter, L“ beginnt.

## Peter, L

### Peter, La
- Peter, Laurence J. (1919–1990), kanadisch-US-amerikanischer Pädagoge und HochschullehrerLaurence J. Peter (1919–1990)

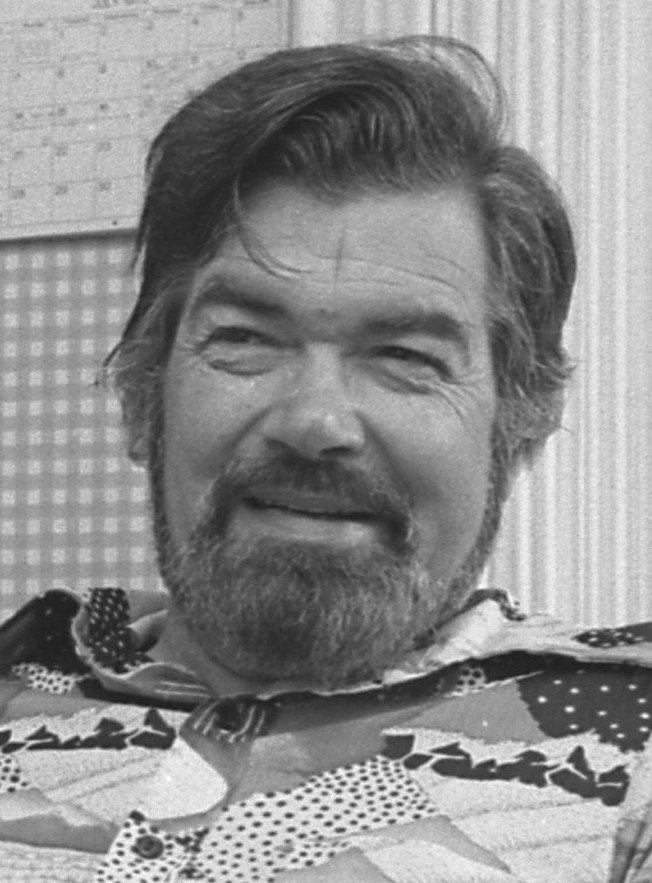
Laurence J. Peter (1919–1990)

### Peter, Le
- Péter, Levente (* 1986), rumänischer Eishockeyspieler
- Peter, Levin (* 1985), deutscher Regisseur

### Peter, Li
- Peter, Lieselotte (1917–2000), deutsche Leichtathletin
- Peter, Lilian (* 1981), deutsche Schriftstellerin und Übersetzerin

### Peter, Lo
- Peter, Lothar (* 1942), deutscher Politikwissenschaftler und Soziologe
- Peter, Louis (1841–1921), deutscher Unternehmer und Gründer der Mitteldeutschen Gummiwarenfabrik Louis Peter A.G.

### Peter, Lu
- Peter, Luise (1906–1979), deutsche Politikerin (SPD), MdB